# Erik Dekker

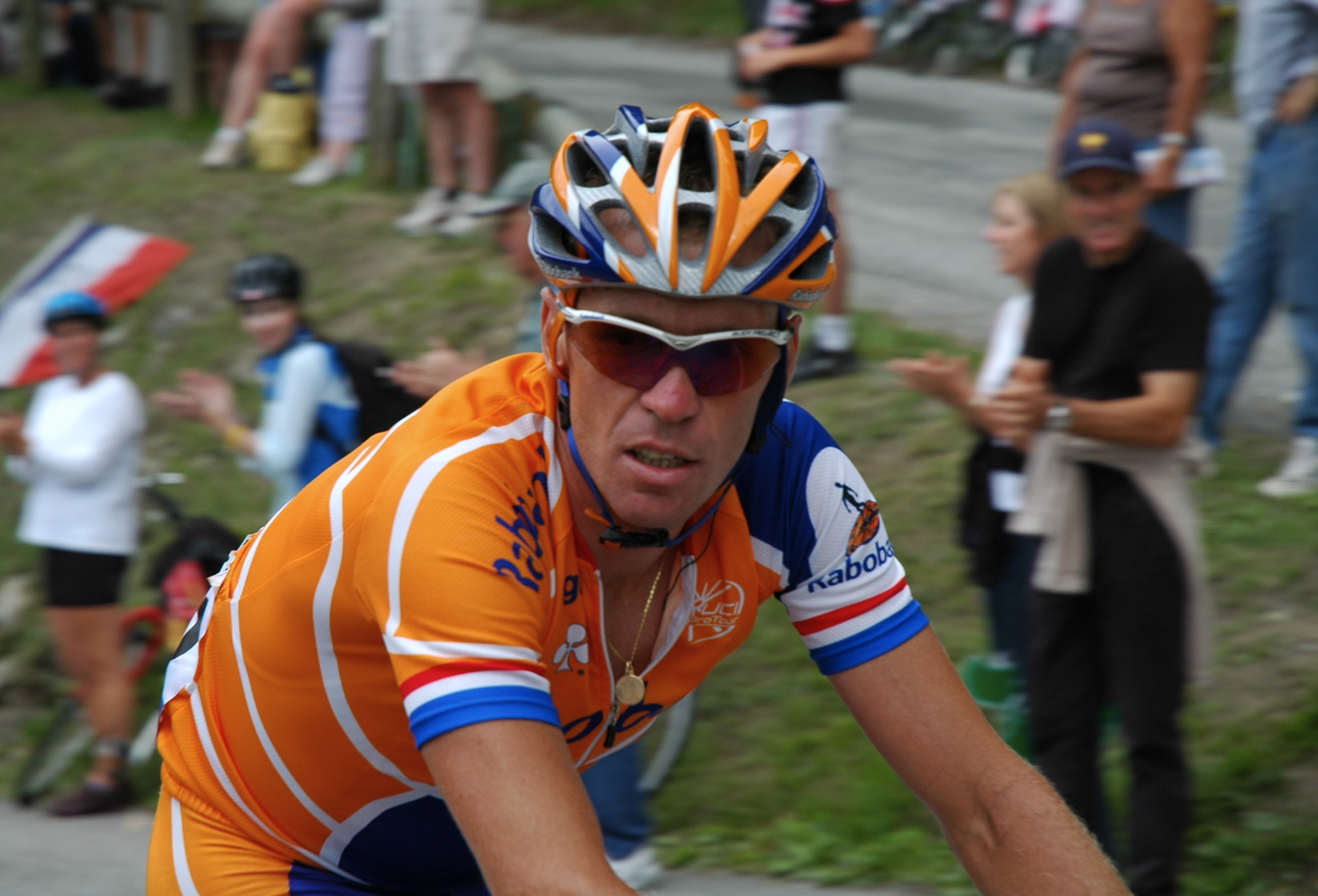
Erik Dekker al Tour de França de 2005

Erik Dekker (Hoogeveen, 21 d'agost de 1970) va ser un ciclista neerlandès, que fou professional entre el 1992 i el 2006. Durant la seva carrera aconseguí més de 75 victòries, sent les més destacades 4 etapes del Tour de França, la Tirrena-Adriàtica de 2002, quatre campionats nacionals i la Clàssica de Sant Sebastià de 2000, l'Amstel Gold Race de 2001 i la París-Tours de 2004.
Anteriorment, com a ciclista amateur, va prendre part en els Jocs Olímpics de Barcelona en la prova en línia, finalitzant en segona posició per darrere de l'italià Fabio Casartelli. Posteriorment participà en tres Jocs Olímpics més.
En retirar-se del ciclisme professional passà a formar part de l'equip directiu del Rabobank ProTeam, equip on havia militat les darreres 11 temporades en actiu.

## Palmarès
- 1990
  - 1r a l'Internatie Reningelst
- 1992
  -  Medalla de plata de la cursa en línia dels Jocs Olímpics de Barcelona
  - 1r a la Volta a Colònia amateur
- 1994
  - 1r a la Volta a Suècia
- 1995
  - 1r a la Volta a Suècia
  - 1r a la Rund um Köln
  - 1r al Gran Premi Jef Scherens
- 1996
  -  Campió dels Països Baixos CRI
  - Vencedor d'una etapa del Regio-Tour
- 1997
  - 1r a la Volta als Països Baixos
- 1999
  - 1r al Gran Premi Eddy Merckx (amb Marc Wauters)
  - Vencedor de 2 etapes de la Rheinland-Pfalz Rundfahrt
- 2000
  -  Campió dels Països Baixos CRI
  - 1r a la Clàssica de Sant Sebastià
  - 1r a la Volta als Països Baixos
  - Vencedor de 3 etapes al Tour de França i Premi de la Combativitat
- 2001
  -  Campió de la Copa del Món
  - 1r a l'Amstel Gold Race
  - 1r al Gran Premi Eddy Merckx (amb Marc Wauters)
  - 1r a la Volta a Andalusia
  - 1r a la Rheinland-Pfalz Rundfahrt
  - 1r als Dos dies dels Esperons d'or
  - Vencedor d'una etapa del Tour de França
- 2002
  -  Campió dels Països Baixos CRI
  - 1r a la Tirrena-Adriàtica
  - 1r als Dos dies dels Esperons d'or
  - 1r a l'Acht van Chaam
  - Vencedor d'una etapa de la Challenge a Mallorca
- 2003
  - 1r al Gran Premi Erik Breukink
- 2004
  -  Campió dels Països Baixos ruta
  - 1r a la París-Tours
  - 1r a la Volta als Països Baixos
  - 1r al Tour de Drenthe
  - 1r a la Noord Nederland Tour (ex aequo amb 21 ciclistes més)
- 2006
  - Vencedor d'una etapa al Critèrium Internacional

### Resultats al Tour de França
- 1994. 101è de la classificació general
- 1995. 70è de la classificació general
- 1996. 74è de la classificació general
- 1997. 81è de la classificació general
- 1998. Abandona (a etapa)
- 1999. 107è de la classificació general
- 2000. 51è de la classificació general. Vencedor de 3 etapes. 1r al Premi de la Combativitat
- 2001. 91è de la classificació general. Vencedor d'una etapa
- 2002. 136è de la classificació general
- 2004. 133è de la classificació general
- 2005. 109è de la classificació general
- 2006. Abandona per caiguda (a etapa)

### Resultats al Giro d'Itàlia
- 2000. 121è de la classificació general

### Resultats a la Volta a Espanya
- 1998. Abandona